# Air-France-Flug 178
Air-France-Flug 178 (AF178) war ein Linienflug der Air France von Paris nach Saigon, bei dem am 1. September 1953 eine Lockheed L-749 Constellation mit dem Kennzeichen F-BAZZ in den Südalpen auf der ersten Etappe zwischen Paris-Orly und Nizza verunglückte, wobei alle 42 Insassen ums Leben kamen.

## Fluggerät und Besatzung
Bei dem Flugzeug handelte es sich um eine zwei Jahre alte Lockheed L-749 Constellation der Air France, die bei dem Aufprall vollkommen zerstört wurde. Die verstärkte Version der Lockheed L-649 war mit vier 18-Zylinder-Propellermotoren des Typs Wright R-3350-749C18BD bestückt, die jeweils maximal 2500 PS bei 2750/min leisteten. Sie wurde im kommerziellen Betrieb von vier Piloten und, je nach Anzahl der Passagiere, zwei bis vier Flugbegleitern geführt.

## Flugverlauf
Das Flugzeug befand sich auf dem Linienbetrieb von Paris nach Saigon, als der Unfall passierte. Geplante Zwischenlandungen waren Nizza (NCE), Beirut (BEY), Bagdad (BGW), Karatschi (KHI) und Kalkutta (CCU). Nach dem Start in Paris-Orly um 22 Uhr Ortszeit hätte die Maschine knapp zwei Stunden später, um 23:55 Uhr Nizza erreichen sollen. Um 23:25 baten die Piloten aufgrund lokaler Unwettergebiete die Fluglotsen um die Erlaubnis, die Flughöhe von 13.600 Fuß (ca. 4145 Meter) auf 11.500 Fuß (etwa 3500 Meter) zu ändern. Um 23:30 Uhr Ortszeit beobachteten Dorfbewohner von Fours-St. Laurent den Aufprall an der Felswand des Mont Cimet (3020 m), 80 Kilometer nordwestlich von Nizza. Im Laufe des Sinkflugs waren die Piloten von ihrer ursprünglich geplanten Route abgewichen – über Montélimar, welches etwa 150 Kilometer westlich des Felsmassivs liegt, hätte die Maschine südöstlich drehen sollen, um Nizza anzufliegen.

## Insassen
Drei der Passagiere hatten Beirut als Ziel, die restlichen 30 waren auf dem Weg nach Saigon. Unter den Opfern waren auch der 72-jährige Violinist Jacques Thibaud, der sich auf dem Weg nach Tokio befand, seine Schwiegertochter Suzanne und sein musikalischer Begleiter, der Pianist René Herbin; Thibauds Stradivari-Violine von 1720 wurde bei dem Unfall zerstört. Eine Rettungseinheit, die 90 Minuten nach dem Aufprall von Fours aus startete, erreichte die Absturzstelle erst etwa viereinhalb Stunden später, um 05:25 Uhr. Sie bestand aus einem Arzt und einer Krankenschwester aus Barcelonnette sowie zwei Rettungsteams der Militäreinheit der französischen Alpenjäger. Letztere meldeten um 06:45 Uhr über Funk, dass keine Überlebenden an der Unfallstelle gefunden wurden.